# Beaglekanalen
Beaglekanalen er et smalt stræde i øgruppen Ildlandet der udgør Sydamerikas absolut sydligste del. Strædet er det ene af de tre passagemuligheder, der er mellem Stillehavet og Atlanterhavet syd om Sydamerika. De to andre er Magellanstrædet nord for og Drakestrædet syd for. I den østlige ende danner Beaglekanalen, der er ca. 240 km (130 sømil) lang, også grænsen mellem Argentina mod nord og Chile mod syd. Den vestlige ende ligger helt indenfor Chiles grænser.
Beaglekanalen er opkaldt efter skibet HMS Beagle, på dets første af tre hydrografiske kortlægnings-ekspeditioner af kyst- og havområder omkring Sydamerikas sydspids fra 1826 til 1830. På skibets anden kortlægningstur deltog Charles Darwin der, da de nåede Beaglekanalen den 29. januar 1833, for første gang så gletsjere, og beskrev dem i sin notesbog med disse ord: “many glaciers beryl blue most beautiful contrasted with snow”.
De to største byer langs strædet er; Ushuaia (56.956 indbyggere) i den argentinske provins Tierra del Fuego og Puerto Williams (1.952 indbyggere) i den chillenske provins Antártica Chilena. Sidstnævnte har også æren af, at være verdens sydligste by med mere end 1.000 indbyggere.
Beaglekanalens nordlige bred ligger på øen Isla Grande de Tierra del Fuego, som på nordsiden afgrænses af Magellanstrædet. Mod syd afgrænses Beaglekanalen af flere øer, de to store; Hoste og Navarino, er mange gange større end de resterende øer. Mod vest er Beaglekanalen snævrest og deler sig i to rundt om Gordon-øen. Den nordvestlige gren fører ud til Darwin Sundet der ligger ud til Stillehavet. Ved beaglekanalens østlige udmunding ligger flere mindre øer, med øerne; Picton, Lennox og Nueva, som de største.

## Beagle-konflikten
Suveræniteten over øerne ved strædets østlige ende og adgangen til Beaglekanalen, har været årsag til en næsten hundrede år lang grænsekonflikt mellem Chile og Argentina kaldet Beagle-konflikten. Periodisk har konflikten været af militær karakter. Da Argentina startede Falklandskrigen mod Storbritannien i 1982, var Chile det eneste sydamerikanske land der støttede briterne, bl.a. med adgang til flybaser. Beagle-konflikten blev først bilagt ved Freds- og venskabstraktaten af 1984, der blev foranstaltet med hjælp og mægling fra pave Johannes Paul 2. side, igennem en seks-årig periode.

## Beaglekanalen i maleri
Som skibsmaler tegnede og malede Conrad Martens i akvareller i 1833/34 under HMS Beagles anden rejse i Tierra del Fuego. Henvises venligst Richard D. Keynes: The Beagle Record: Selections from the Original Pictorial Records and Written Accounts of the Voyage of H.M.S. Beagle. CUP Archive, 1979, ISBN 0-521-21822-5.